# Березень 2021
Березень 2021 — третій місяць 2021 року, що розпочався у понеділок 1 березня та закінчився у вівторок 31 березня.

## Події
- 2 березня
  - Президент України Володимир Зеленський зробив щеплення вакциною Ковішелд[1].
- 3 березня
  - У М'янмі понад 30 осіб загинули під час протестів проти військового перевороту[2].
  - У Новій Зеландії вчені виявили біолюмінесценцію у трьох видів глибоководних акул[3]
  - До півфіналу Кубку України з футболу пройшли Динамо (Київ), Олександрія, Агробізнес та Зоря[4]
- 4 березня
  - Компанія Samsung встановила новий рекорд швидкості щодо передачі даних в мережі 5G: 5,23 Гбіт/с[5].
- 5 березня
  - Держсекретар США Ентоні Блінкен оголосив про внесення українського олігарха Ігоря Коломойського та членів його найближчої родини до санкційного списку[6].
  - Головний приз Берлінського кінофестивалю 2021, Золотого ведмедя, отримав фільм румунського режисера Раду Жуде «Невдалий секс, або Божевільне порно»[7].
- 6 березня
  - У Польщі в результаті ДТП за участі українського рейсового автобуса, що прямував рейсом Познань-Херсон, 6 осіб загинуло, ще 39 потрапили до лікарень[8].
- 7 березня
  - В Екваторіальній Гвінеї в результаті серії вибухів на військових складах [en] загинуло щонайменше 108 людей, ще понад 600 отримали поранення[9].
- 9 березня
  - Лауреатами Шевченківської премії 2021 року стали Оксана Луцишина, Станіслав Асєєв, Валентин Васянович, Борис Михайлов, Олександра Андрусик, Євген Шимальський, Катерина Сула, Сергій Маслобойщиков, Наталя Рудюк та Олександр Бегма.[10]
  - Коронавірусна хвороба 2019 в Україні: в Україні зареєстровано китайську вакцину CoronaVac від компанії Sinovac Biotech[11].
  - В Японії найшвидший в світі суперкомп'ютер Fugaku вивели на повну потужність[12].
- 10 березня
  - Автомобіль зіткнувся із літаком 40-вої бригади тактичної авіації МіГ-29[13].
- 11 березня
  - Цифрове зображення «Повсякденності. Перші 5000 днів», створене американським художником Майком Вінкельманом, було продано на аукціоні за рекордні понад 69 мільйонів доларів США[14].
- 14 березня
  - Відбулась 63-тя церемонія «Греммі»: запис року Everything I Wanted (Біллі Айліш), альбом року — Folklore (Тейлор Свіфт), пісня року — I Can't Breathe (H.E.R.), найкращий новий виконавець — Megan Thee Stallion[15].
- 17 березня
  - Лауреатами Прітцкерівської премії стали архітектори Анн Лакатон з Франції та Жан-Філіп Вассаль з Марокко[16].
  - Лауреатами Абелівської премії 2021 року стали Ласло Ловас і Аві Вігдерсон за досягнення в області теоретичної інформатики та дискретної математики[17].
- 19 березня
  - Самія Сулуху стала першою у Східній Африці жінкою-президентом країни, вона обійняла посаду президента Танзанії після смерті її попередника Джона Магуфулі[18].
- 21 березня
  - Завершився Кубок світу з біатлону 2020—2021; найбільшу кількість нагород отримали спортсмени з Норвегії. У загальному заліку серед чоловіків переміг Йоганнес Бо, серед жінок — Тіріль Екгофф.
- 22 березня
  - У Польщі перекинувся мікроавтобус, що курсував за маршрутом Варшава-Івано-Франківськ і в якому перебували 10 громадян України. Загинув водій-дублер, що не перебував за кермом, ще п'ятеро українців опинилися в лікарні. Аварія сталася на тій самій ділянці, де на 6 березня перекинувся інший автобус з українськими пасажирами[19].
- 23 березня
  - У Суецькому каналі сів на мілину контейнеровоз Ever Given, що призвело до блокування руху через канал[20].
- 25 березня
  - Коронавірусна хвороба 2019 в Україні: в Україну прибула перша партія китайської вакцини CoronaVac від компанії Sinovac Biotech[21].
  - Найкращою відеогрою 2020 року за версією Британської Академії у галузі відеоігор стала Hades[22]
- 28 березня
  - На Чемпіонаті світу з фігурного катання перемогли Натан Чен і Анна Щербакова.